# ولوو ایکس‌سی۹۰
ولوو ایکس سی ۹۰ مدل ۲۰۱۴ تا ۲۰۱۸ که در بازار ایران وجود دارد، از یک موتور ۲٫۰ لیتری چهار سیلندر خطی که مجهز به توربو و سوپرشارژر است بهره میبرد که قادر به تولید ۳۲۰ اسب بخار (۲۳۹ کیلووات) اسب بخار قدرت و ۴۰۰ نیوتن متر (۲۹۵ پوند-فوت) گشتاور بوده و شتاب ۰ تا ۱۰۰ کیلومتر بر ساعت آن معادل ۶٫۹ ثانیه است. این خودرو از یک جعبه‌دنده خودکار ۸ سرعته بهره می‌برد.

## نگارخانه

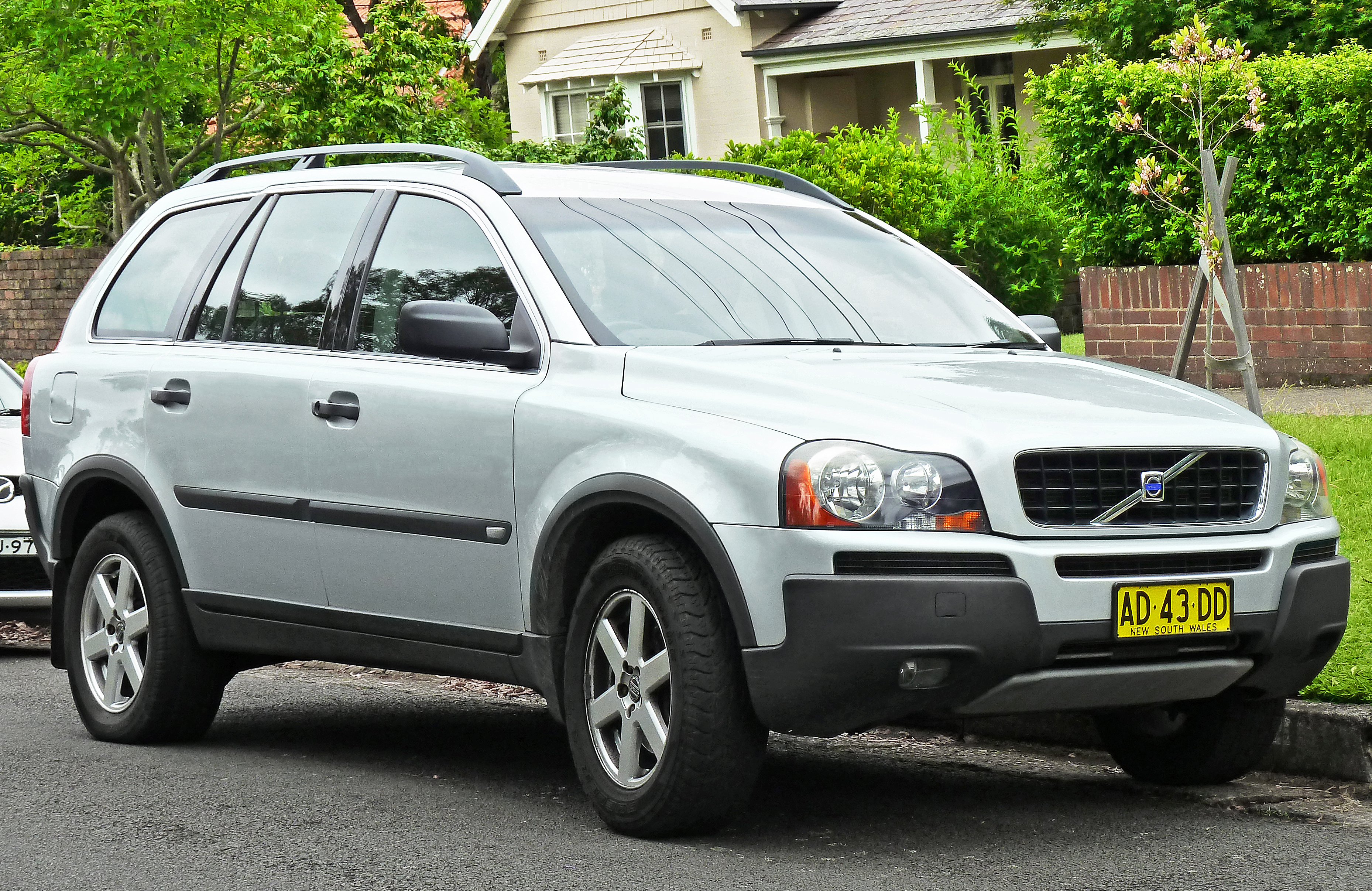
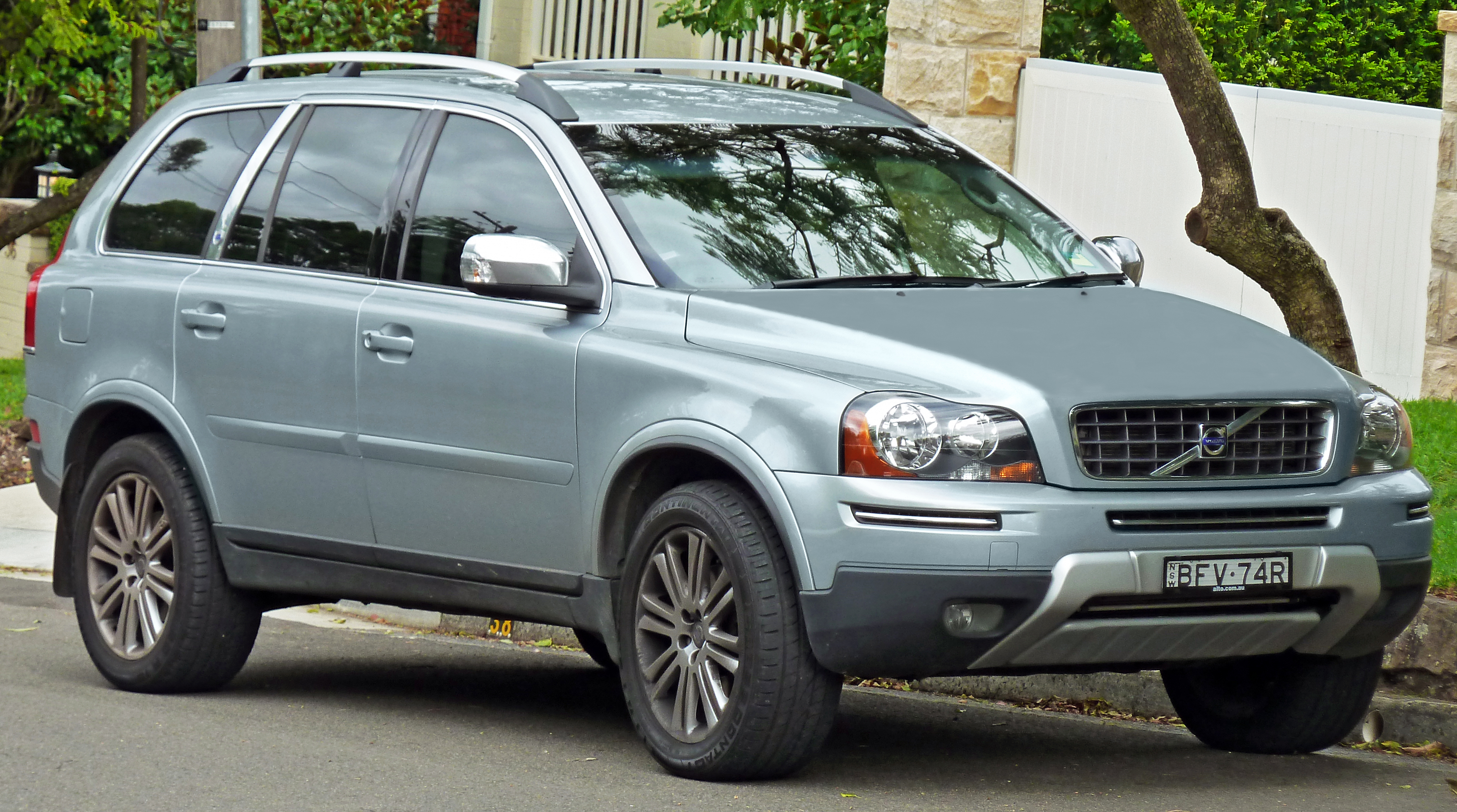
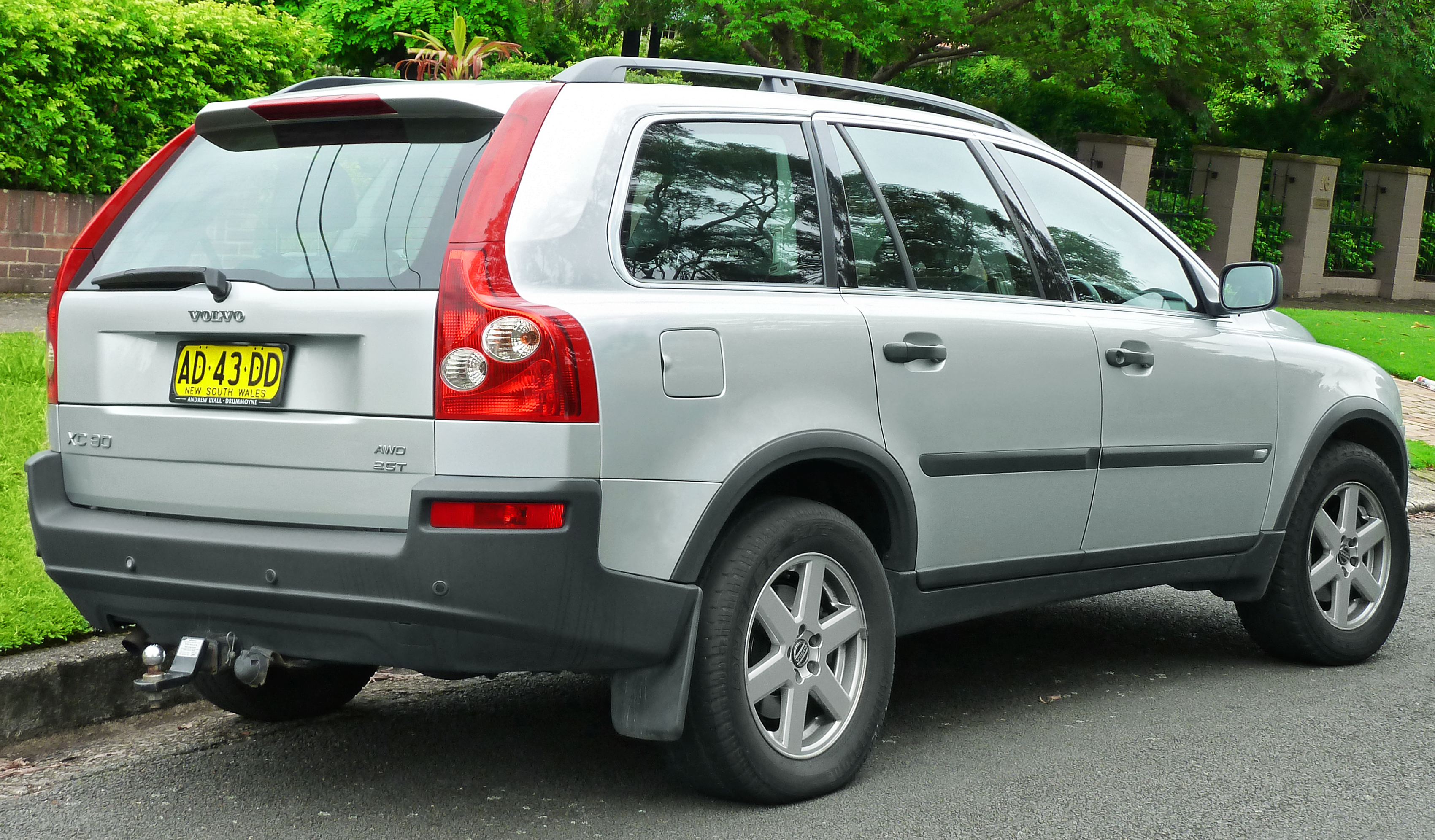
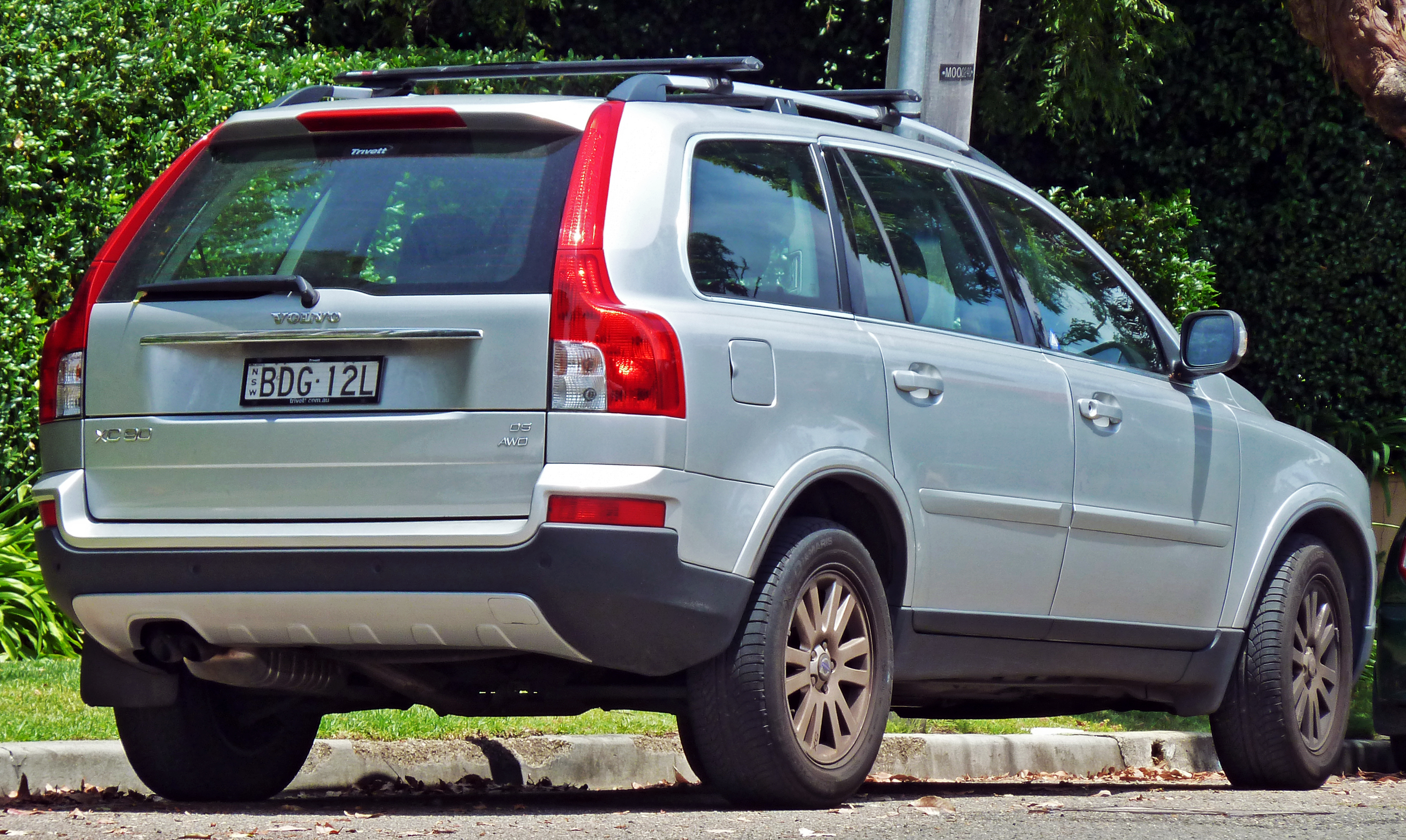